# دنی دیدرو
دُنی دیدرو (به فرانسوی: Denis Diderot)‏ (۵ اکتبر ۱۷۱۳ لانگر - ۳۱ ژوئیه ۱۷۸۴ پاریس) نویسنده و فیلسوف فرانسوی عصر روشنگری است.

## زندگی
دنی دیدرو در ۵ اکتبر ۱۷۱۳ در لانگر فرانسه چشم به جهان گشود. پدرش در زمینه ساخت و فروش آلات برنده فعالیت داشت و در تجارت مردی موفق بود. دیدرو تحصیلات اولیه خود را نزد عالمان فرقه یسوعی طی کرد و در همین دوره بود که به مطالعه کتاب علاقه‌مند شد و در این میان آثار کلاسیکی مانند هوراس و هومر نزد او محبوبیتی خاص پیدا کرد. دیدرو در سال ۱۷۳۲ با اخذ درجه فوق لیسانس در رشته ادبیات و فلسفه از دانشگاه پاریس فارغ‌التحصیل شد و با اینکه پدرش او را به تحصیل در رشته پزشکی و حقوق توصیه می‌کرد او اکثر وقت خود را صرف مطالعه کتاب و تفریحات شبانه می‌کرد.
با توقف حمایت‌های مالی پدر، دیدرو به ناچار در دفتر کار وکیلی به نام کلمان دوریس مشغول به کار شد و با گذشت دو سال کار در دفتر وکالت را رها و در یک کتابفروشی کار خود را آغاز کرد. پس از ۱۰ سال زندگی به سبک و سیاق خود در سال ۱۷۴۳ با آن-آنتوانت دیدرو ازدواج کرد و برای تأمین مالی خانواده به ترجمه متون ادبی از زبان انگلیسی به فرانسه روی آورد.
پس از چندی زندگی مشترک آن‌ها طعم تلخی به خود گرفت که سرآغاز آن جمله‌ای بود که آنتوانت بر زبان آورد: «من کتابی را که در تعالی روح آدمی تأثیری نداشته باشد حاضر نیستم حتی لمس کنم»؛ و دیدرو در مقابل برای تغییر عقیده او تنها آثار ادبی سطح پایین را برایش می‌خواند. در خلال همین کش و قوس بود که دیدرو دل به بانوی دیگری به نام مادلن دو پوئیزیو باخت که نویسنده‌ای توانا بود و بهترین اثرش با نام شخصیت‌ها طی رابطه‌اش با دیدرو پدید آمد. در طول تمام این دوران او رابطه‌ای نامشروع با سوفی والاند داشت که تا پایان عمرش ادامه پیدا کرد و نامه‌های او به «سوفی» به عنوان مستندترین مدارک زندگی شخصی او به‌شمار می‌رود که حاوی اطلاعات مهمی دربارهٔ طرز تفکر شخصی و همچنین اندیشه‌های آن دوره است.
دیدرو که از اوایل دهه ۴۰ به عنوان مترجم کار خود را آغاز کرده بود در طول این دوران «دیکشنری پزشکی» رابرت جیمز و آثار متنوع دیگری را به زبان فرانسه برگرداند. در سال ۱۷۴۶ او کتابی فلسفی نگاشت که مجموعه‌ای از کلمات قصار و حکیمانه نیز به‌شمار می‌آید. تمام نسخه‌های این کتاب به واسطه عقاید ضدمسیحی آن به دست پارلمان پاریس سوزانده شد. دیدرو در سال ۱۷۴۹ در کتابی با عنوان نامه یک کور به طرح پرسشی دربارهٔ وجود خدا پرداخت و به همین دلیل سه ماه به زندان افتاد. در ژوئیه ۱۷۴۹ با پُر شدن قلعه باستیل او را به زندان دیگر در ونسن منتقل کردند. دیدرو در جایی می‌نویسد: «فاصله بین تعصب و بربریت گامی بیش نیست.»
«دیدرو» دوستان فیلسوف زیادی داشت که بهترین آن‌ها ژان-ژاک روسو بود که دوستی این دو در سال ۱۷۵۷ پایان یافت.
دنی دیدرو در ۳۱ ژوئیه ۱۷۸۴ از بیماری نفخ و ورم در پاریس درگذشت. او اندیشمند یکتای قرن خود بود که شهرتش در سایه نبوغ اندیشمندان معاصرش ولتر و روسو تاحدی رنگ باخت.

## پروِژه دائرةالمعارف
آنسیکلوپدی، یا لغتنامه روشمند علوم، هنرها و صنایع (Encyclopédie ou dictionnaire raisonné des sciences des arts et des métiers) از آثار تأثیرگذار دیدرو است. او از اوایل سال ۱۷۴۵ تا اواخر ۱۷۷۲ به عنوان سردبیر و سرپرست گروه تدوین‌کننده دائرةالمعارف جامع مشغول به کار بود. در اوایل از همکاری ریاضی‌دان هم دوره خود ژان لو رون دالامبر نیز بهره‌مند بود که بعدها با اعلام اینکه ریاضیات از زیست‌شناسی و علوم دیگر مهم‌تر و ریشه دارتر است از گروه کناره‌گیری کرد. مقدمه‌ای که دالامبر بر این دانشنامه نوشته‌است از اسناد مهم دوره روشنگری محسوب می‌شود.
دنی دیدرو بیش از ۲۶ سال از عمر خود را صرف این اثر عظیم ۲۸ جلدی کرد و در نهایت ۱۷ جلد آن به صورت متن و ۱۱ جلد آن شامل تصاویر منتشر شد که به معرفی دستاوردهای گوناگون بشر در طول تاریخ می‌پردازد. در کنار اطلاعات مختصر و مفیدی که در این مجموعه در زمینه تمام علوم نظری آمده‌است در بخش دیگر نویسنده به مخالفت با قدرت و صلاحیت رهبری کلیساهای کاتولیک می‌پردازد.
آثار ادبی، عقیدتی و فلسفی دیدرو به واسطه اندیشه‌های متفاوتش با آنچه در آن روزگار متداول بود یا قبل از انتشار ضبط می‌شد یا سوزانده می‌شد؛ از همین رو او اشتیاقی برای انتشار آن دسته از آثارش که به بیان اندیشه‌هایش می‌پرداخت نداشت؛ تا جایی که بسیاری از نوشته‌هایش پس از مرگش پیدا و منتشر شدند. او در یکی از آثار خود به شدت از سیاست‌های استعماری و برده داری روزگار خویش انتقاد می‌کند و به همین واسطه کتابش تا ۴۰ سال در انتظار انتشار می‌ماند.
این فیلسوف بزرگ در سال ۱۷۶۵ تمام کتابخانه خود را به کاترین دوم امپراتور روسیه فروخت. کاترین بهایی سخاوتمندانه و بیش از انتظار دیدرو پرداخت و مقرر نمود کتابخانه در زمان حیات دیدرو در اختیار خود او باقی بماند و تنها پس از مرگش به سن پترزبورگ منتقل گردد. دیدرو سال ۱۷۷۳ سفری یکساله به سن پترزبورگ کرد تا شخصاً از کاترین دوم تشکر کند و در طرح اولیه دانشگاه بزرگ روسیه شرکت کند.

## منتخبی از آثار
برای دیدن لیست کامل آثار به فهرست کامل آثار به زبان فرانسه رجوع کنید.
- آنسیکلوپدی ۱۷۵۰–۱۷۷۲
- ژاک قضا و قدری و اربابش (Jacques le Fataliste) رمانی است که بین سال‌های ۱۷۶۵–۱۷۸۰ نوشته شده‌است.
- برادرزاده رامو (Le Neveu Rameau) گفتگویی است خیالی با محتوای فلسفی که بین سال‌های ۱۷۶۱ و ۱۷۷۲ میلادی نوشته شده‌است.

### ترجمۀ فارسی
- ب‍رادرزادۀ رام‍و، ت‍رج‍م‍ۀ اح‍م‍د س‍م‍ی‍ع‍ی‌ گیلانی، ت‍ه‍ران‌: سازمان کتاب‌های جیبی: فرانکلین‏‫، ۱۳۴۶؛ همان، ترجمۀ مینو مشیری، تهران: چشمه‏‫، ۱۳۹۵.‏‮‬
- ه‍ن‍رپ‍ی‍ش‍ه‌ ک‍ی‍س‍ت‌؟ (ن‍ظر خ‍لاف‌ ع‍رف‌ درب‍ارۀ‌ ه‍ن‍رپ‍ی‍ش‍گ‍ان‌)، ت‍رج‍م‍ۀ‌ اح‍م‍د سمیعی گیلانی، ت‍ه‍ران‌: امیرکبیر، کتاب‌های جیبی: فرانکلین، ۱۳۴۷.
- م‍ص‍اح‍ب‍ه‌ دی‍درو ـ دالام‍ب‍ر، ترجمۀ اب‍وال‍ح‍س‍ن‌ ک‍ی‍ه‍ان‍ی‌، تهران: مهر‏‫، ۱۳۴۹‬.
- ژاک قضا و قدری و اربابش، ترجمۀ مینو مشیری، تهران: نشر نو‏‫، ۱۳۸۶.‬‬
- از چشم نابینایان [به‌همراه دو اثر دیگر از گرت هوفمان و آندره ژید]، گردآوری و ترجمۀ اسکندر آبادی، تهران: ماهی، ‏‫۱۳۹۶.
- گفتاری پیرامون ادبیات دراماتیک، ترجمۀ پرویز احمدی‌نژاد، تهران: روزبهان‏‫، ۱۳۹۹.‬
- راهبه، ترجمۀ‌ افتخار نبوی‌نژاد، تهران: فرهنگ جاوید‏‫، ۱۴۰۱.‬

#### دربارۀ دیدرو
- دیدرو، آندره کرسون، ترجمۀ کاظم عمادی، تهران: صفی‌علیشاه‏‫، ××۱۳.
- دی‍درو، پ‍ی‍ت‍ر ف‍ران‍س‌، ت‍رج‍م‍ۀ‌ اح‍م‍د س‍م‍ی‍ع‍ی گ‍ی‍لان‍ی‌، ت‍ه‍ران‌: طرح‌ ن‍و‏‫، ۱۳۷۳.‬
- دن‍ی‌ دی‍درو، گ‍ی‍ت‍ا م‍ی‌، ترجمۀ ع‍ب‍دالله‌ ک‍وث‍ری‌، ت‍ه‍ران‌: ک‍ه‍ک‍ش‍ان‌: دف‍ت‍ر وی‍راس‍ت‍ه‌‏‫، ۱۳۷۷.‬